# Spelaeomys florensis
Genre
Espèce
Statut de conservation UICN

 EX  : Éteint
Spelaeomys florensis est la seule espèce du genre Spelaeomys. C'est un rongeur de la sous-famille des Murinés qui a probablement disparu depuis 3 500 ans et n'est connu que par des quelques fossiles. 

## Distribution
Les fossiles ont été collectés sur l'île de Florès dont l'espèce aurait été endémique.